# Jakkanahalli, Turuvekere
Jakkanahalli là một làng thuộc tehsil Turuvekere, huyện Tumkur, bang Karnataka, Ấn Độ.